# Женская гимназия (Пирятин)
Же́нская гимна́зия в Пиря́тине — образовательное учреждение, которое было открыто в городе Пирятине Полтавской губернии в 1907 году. Здание женской гимназии сохранилось до наших времен. Сейчас в нём расположена общеобразовательная школа № 4.

## История
1 сентября 1907 года в Пирятине начала работу женская гимназия, в которой работали три начальные классы и подготовительный класс.
Со временем учреждение стало принимать детей на 8 классов обучения. Последний класс был педагогическим. Изначально для работы гимназии помещения арендовались, а к 1914 году уже использовали двухэтажное здание по улице Бородинской (современный адрес — ул. Красноармейская, 2а). В гимназии были просторные светлые комнаты, спортивный зал, кабинеты физики, библиотека. В гимназии были предусмотрены квартиры для учениц. На функционирование учреждения выделяло деньги государство, губернское земство. Ученики вносили годовую плату в размере 50 или 75 или 120 рублей в год. По состоянию на 1917 год, в женской гимназии в городе Пирятине учились 434 девушки. Это были дочери дворян, почётных граждан, чиновников, духовенства, казаков. Были также дети из семей мещан, купцов или крестьян. Среди предметов, которые преподавались в гимназии, были педагогика, рисование, литература, Закон Божий, история, география, рукоделие, украиноведение, пение, математика, физика, гимнастика, русский, немецкий и французский языки. Многие ученицы, получив качественное образование в стенах гимназии, после её окончания становились учительницами в школах Пирятина.
Здание гимназии было построено в XIX веке.
Пирятинская женская гимназия относилась к государственным образовательным учреждениям.
Гимназия для обучения юношей открылась в Пирятине только спустя шесть лет после открытия женской гимназии.
С 1989 года в доме по адресу улица Красноармейская, 2а расположена Пирятинская общеобразовательная школа № 4.